# Ernest Maunoury
Pour les articles homonymes, voir Maunoury.
Ernest Jules Joseph Maunoury (1894, Saint-Clair-de-Halouze - 1921, Cazaux) est un as français de l’aviation de la Première Guerre mondiale.

## Carrière militaire
Né le 30 novembre 1894 à Saint-Clair-de-Halouze (Orne), il est herbager (éleveur de bovins) lors de sa mobilisation, le 8 septembre 1914, comme simple soldat dans l'infanterie (au 24e RI). Il se distingue par sa brillante conduite au feu où il reçoit une première citation le 16 février 1915 : "a fait preuve d'énergie en se précipitant  à l'attaque que d'une tranchée ennemie ; a été blessé en accomplissant cet acte de courage " puis une deuxième citation le 17 mai suivant où il est blessé très grièvement. Décoré de la Croix de guerre 1914-1918, il est élevé au grade de sergent.
En instance d'être réformé, il demande alors à entrer dans l’aviation, le 2 juin 1916. Il sert d'abord comme  mitrailleur à l'escadrille C64 où il s'illustre en abattant un Fokker le 26 septembre 1916 au cours de son premier vol de guerre "grâce à son sang froid et à la précision de son tir". Transféré début 1917 à l'escadrille F16, il est finalement sélectionné comme élève pilote et envoyé à Dijon le 20 mars 1917, il passe son brevet le 7 juin, avant d'être affecté le 19 septembre à l'escadrille N 152  à Corcieux une semaine après Léon Bourjade, alors équipée d'appareils Nieuport, avant de passer sur SPAD et de devenir la SPA152. Son insigne distinctif était un crocodile vu de profil.
Pilote aguerri, il devient as de l’aviation française avec un palmarès de onze victoires homologuées (dont huit ballons d'observation) et neuf citations qui lui valent la croix de guerre avec sept palmes et la Légion d'honneur.
À la fin des hostilités, il écarte des offres avantageuses et préfère poursuivre sa carrière militaire. Après un court séjour au centre de Dijon, il est affecté comme instructeur à la 3e escadrille de chasse de Châteauroux.
Le 15 septembre 1921, il est envoyé au camp d'aviation de Cazaux (Gironde) pour procéder à des exercices de tir qui devaient durer 3 semaines. Le 21 septembre, alors qu'il se livre, sur un biplan monoplace SPAD 220, à des tirs d'exercice sur un ballon captif, il se tue lorsque son avion s'écrase après que les deux plans se sont subitement détachés.
En 1933, le conseil municipal de Saint-Clair-de-Halouze donne son nom à la place faisant face au monument aux morts et une plaque commémorative est apposée à l'église pour perpétuer son souvenir. Une rue à Flers dans l'Orne porte également son nom.

## Décorations
- Chevalier de la Légion d'honneur
- Croix de guerre 1914-1918 avec 7 citations à l'ordre de l'armée

### Sources
"Flers, à tous les coins de rue" Flers-promotion. Médiathèque et archives du Pays de Flers.